# Konstanty Sołłohub
Konstanty Dowoyna Sołłohub herbu Prawdzic (zm. w 1662 roku) – wojski upicki w latach 1645–1662.
20 października 1655 roku podpisał ugodę kiejdańską.